# Lough Allen
Lough Allen (irsk: Loch Aillionn) er en sø på floden Shannon i det norøstlige Connacht, Irland. Det meste af søen ligger i County Leitrim, mens en mindre del ligger i County Roscommon. Den ligger syd for Shannons udspring nær Iron Mountains, og det er den nordligste af de tre store søer på Shannon, hvor de to andre er Lough Ree og Lough Derg.